# Henryville, Indiana
Henryville är en ort i Clark County i delstaten Indiana, USA.